# Clathrosporium intricatum
Clathrosporium intricatum är en svampart som beskrevs av Nawawi & Kuthub. 1987. Clathrosporium intricatum ingår i släktet Clathrosporium, ordningen disksvampar, klassen Leotiomycetes, divisionen sporsäcksvampar och riket svampar.   Inga underarter finns listade i Catalogue of Life.